# Trần Phước Tới
Trần Phước Tới  (sinh ngày 20 tháng 3 năm 1954) là một tướng lĩnh Quân đội nhân dân Việt Nam, ông mang quân hàm Trung tướng và nguyên là viện trưởng Viện Kiểm sát Quân sự Trung ương (Việt Nam), nguyên viện phó Viện Kiểm sát Nhân dân Tối cao (Việt Nam).

## Tiểu sử
Trần Phước Tới sinh tại xã Điện Thắng, huyện Điện Bàn, tỉnh Quảng Nam, Việt Nam
Ông gia nhập Quân đội nhân dân Việt Nam từ năm 1965. Ông làm liên lạc, du kích tại xã Điện Thắng, Điện Bàn, Quảng Nam từ đó đến năm 1969. Trong thời gian đó ông từng tham gia đánh Mỹ, liên lạc và bảo vệ cho các Sĩ quan Cao cấp hoạt động tại địa bàn Điện Bàn.
- Từ tháng 5/1969 đến tháng 3/1970 ông là học sinh miền Nam được đi học tại Đông Triều, Quảng Ninh
- Từ tháng 4/1970 đến tháng 7/1971 ông là Binh nhất, Chiến sĩ, Đội Dũng sĩ, Đoàn 253, Quân khu Tả Ngạn
- Từ tháng 8/1971 đến tháng 8/1974 ông là Trung sĩ, Chiến sĩ, Trường Văn hóa, Bộ Quốc phòng Việt Nam
- Từ tháng 9/1974 đến tháng 7/1975 ông là Thượng sĩ, Trung đội phó, C196, Trường Đại học Kỹ thuật Quân sự (nay là Học viện Kỹ thuật Quân sự)
Mặc dù ông đỗ vào Đại học Kỹ thuật Quân sự ngành Thông tin, nhưng ông được Quân đội cử sang Liên Xô học Luật. Không vì thế mà ông nản lòng mà ông vẫn xuất sắc hoàn thành nhiệm vụ của Đảng và Quân đội giao phó.
- Từ tháng 8/1975 đến tháng 6/1981 ông là Chuẩn úy, lưu học sinh thành phố Baku, Liên Xô
- Từ tháng 7/1981 đến tháng 3/1982 ông là Trung úy, Trung đội trưởng C12, Đoàn 871, Bộ Quốc phòng Việt Nam
- Từ tháng 4/1982 đến tháng 10/1989 ông lần lượt nhận quân hàm: Trung úy, Thượng úy, Đại úy, Thiếu tá. Kiểm sát viên của viện Kiểm sát Quân sự Quân khu V
- Từ tháng 11/1989 đến tháng 8/2000 ông lần lượt nhận quân hàm: Thượng tá, Đại tá, Viện trưởng viện Kiểm sát Quân sự Quân khu V
- Từ tháng 9/2002 đến tháng 11/2003 ông là Đại tá, Cán bộ, Viện Kiểm sát Nhân dân Tối cao (Việt Nam), viện trưởng Viện Kiểm sát Quân sự Trung ương (Việt Nam), Tổng cục Chính trị Quân đội nhân dân Việt Nam
- Từ tháng 12/2003 đến tháng 1/2006 ông là Đại tá, viện phó Viện Kiểm sát Nhân dân Tối cao (Việt Nam), viện trưởng Viện Kiểm sát Quân sự Trung ương (Việt Nam), Tổng cục Chính trị Quân đội nhân dân Việt Nam
- Tháng 2/2006 đến tháng 11/2011 ông là Thiếu tướng, viện phó Viện Kiểm sát Nhân dân Tối cao (Việt Nam), viện trưởng Viện Kiểm sát Quân sự Trung ương (Việt Nam), Tổng cục Chính trị Quân đội nhân dân Việt Nam
- Ngày 21/12/2012 ông được Chủ tịch nước CHXHCN Việt Nam - Trương Tấn Sang trao quyết định nâng quân hàm Trung tướng.
- Tháng 12/2011 đến tháng 10/2014 ông là Trung tướng, viện phó Viện Kiểm sát Nhân dân Tối cao (Việt Nam), viện trưởng Viện Kiểm sát Quân sự Trung ương (Việt Nam), Tổng cục Chính trị Quân đội nhân dân Việt Nam.